# The Kleptomaniac
The Kleptomaniac er en amerikansk stumfilm fra 1905 af Edwin S. Porter.